# Hernádfő
Hernádfő (1899-ig Vikartócz, szlovákul: Vikartovce, németül: Weichsdorf) község Szlovákiában, az Eperjesi kerületben, a Poprádi járásban.

## Fekvése
Poprádtól 20 km-re délnyugatra, a Hernád partján, annak forrásvidékén fekszik.

## Története
1283-ban „Villa Wykardi” alakban említik először. 1499-ben a falu Varkocs Kristóf késmárki várkapitány bérelt birtoka volt. A 16. században elnéptelenedett. 1513-ban a savniki apát megbízásából a vlach jog alapján pásztornépekkel telepítették be. 1581-ben lakói református hitre tértek át. 1697-ben a jezsuiták szerezték meg, majd később a savniki apátság birtoka lett. 1735-ben 12 család élt itt, a jobbágyok elnyomása azonban elviselhetetlen volt. 1787-ben 115 házában 772 lakos élt.
A 18. század végén Vályi András így ír róla: „VIKARTÓCZ. Tót falu Szepes Várm. földes Ura a’ Szepesi Püspökség, lakosai katolikusok, és másfélék is, fekszik Lucsivnához 3/4 mértföldnyire; határja sovány, más javai középszerűek.”
1828-ban 183 háza volt 1329 lakossal, akik főként állattartással foglalkoztak.
Fényes Elek 1851-ben kiadott geográfiai szótárában így ír a faluról: „Vikartócz, Szepes v. tót falu, Liptó vgye szélén: 1329 kath. lak., kath. parochiával. Határa sovány, de erdeje szép. F. u. a szepesi püspök. Ut. p. Lőcse.”
A trianoni diktátumig Szepes vármegye Szepesszombati járásához tartozott.

## Népessége
| Év:            | 1994. | 2004.   | 2014.   | 2024.   |
| -------------- | ----- | ------- | ------- | ------- |
| Emberek száma: | 1637  | 1785    | 1868    | 1825    |
| Eltérés:       |       | +9,04 % | +4,64 % | -2,30 % |

| Év:            | 2023. | 2024.   |
| -------------- | ----- | ------- |
| Emberek száma: | 1848  | 1825    |
| Eltérés:       |       | -1,24 % |

1910-ben 1410, túlnyomórészt szlovák anyanyelvű lakosa volt.
2001-ben 1712 lakosából 1574 szlovák és 128 cigány volt.
2011-ben 1842 lakosából 1562 szlovák és 132 cigány volt.
2021-ben 1856 lakosából 1807 (+6) szlovák, 16 (+377) cigány, 3 cseh és 30 ismeretlen nemzetiségű volt.

## Neves személyek
- Itt szolgált Teschler Béla plébános.

## Nevezetességei
- Szent Márton tiszteletére szentelt római katolikus plébániatemploma 1781-ben épült.
- Kápolnái 1896-ban épültek, a Rózsafüzéres Szűz Mária és a Szentlélek tiszteletére vannak szentelve.
- Késő barokk kúriája 1776 és 1787 között épült. 1893-ban iskolává építették át.
- Plébániája a 18. század második felében épült.
- A községnek a népi hagyományokat ápoló folklórcsoportja működik.